# Evolución mineral

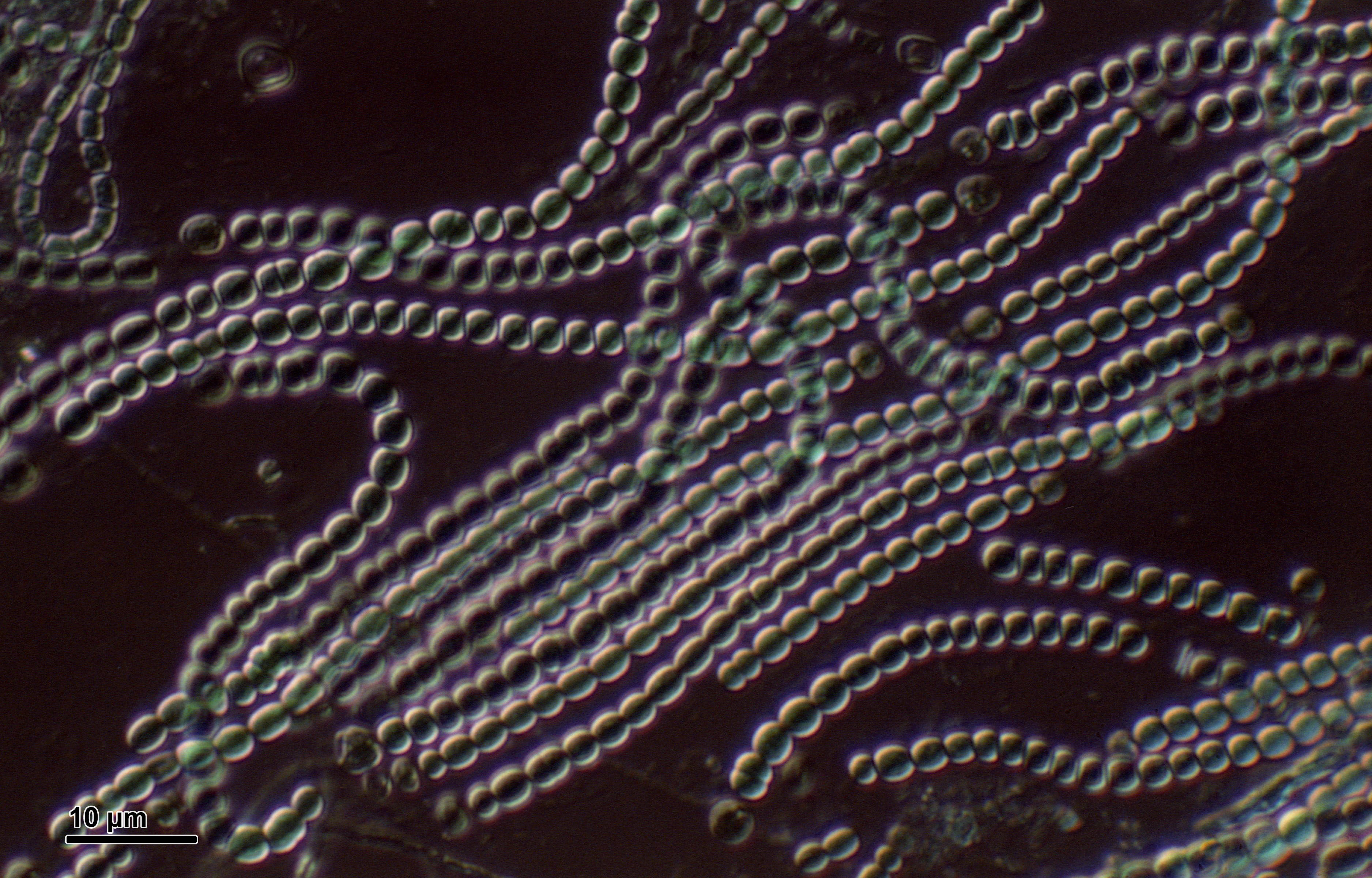
La mayoría de los minerales en la Tierra se formaron después de la fotosíntesis por cianobacterias (en la foto) que comenzaron a agregar oxígeno a la atmósfera.

La evolución mineral es una reciente hipótesis que proporciona un contexto histórico a la mineralogía. Postula que la mineralogía en planetas y lunas se vuelve cada vez más compleja como resultado de cambios en los entornos físico, químico y biológico. En el sistema solar, el número de especies minerales ha aumentado desde aproximadamente una docena hasta más de 5400 como resultado de tres procesos: la separación y concentración de elementos; unos mayores rangos de temperatura y de presión, junto con la acción de volátiles; y la aparición de nuevas vías químicas proporcionadas por los organismos vivos.
En la Tierra, hubo tres eras en la evolución mineral:
- Era de la acreción planetaria, con el nacimiento del Sol y la formación de asteroides y planetas, que aumentó el número de minerales hasta aproximadamente 250;

- Era del el retrabajo de la corteza y del manto, la repetición del trabajo de la corteza y del manto a través de procesos como la fusión parcial y la tectónica de placas, que aumentó el total hasta unos 1500;

- Era de la mineralogía mediada biológicamente, los cambios químicos mediados por organismos vivos, con el mayor incremento que se produce después de la Gran Oxidación, que dieron como resultado los minerales restantes, más de dos tercios del total.

## Historia
Durante la mayor parte de su historia, la mineralogía no tuvo ningún componente histórico. Se ocupaba de clasificar los minerales según sus propiedades químicas y físicas (como la fórmula química y la estructura cristalina) y de fijar las condiciones para la estabilidad de un mineral o grupo de minerales. Sin embargo, hubo excepciones en las publicaciones que examinaron la distribución de las edades de los minerales o de las menas. En 1960, Russell Gordon Gastil encontró algunos ciclos en la distribución de las fechas minerales. Charles Meyer, al encontrar que los minerales de algunos elementos se distribuían en un lapso de tiempo más amplio que otros, atribuyó esa diferencia a los efectos de la tectónica y de la biomasa en la superficie química, particularmente del oxígeno libre y del carbono. En 1979, A. G. Zhabin introdujo el concepto de etapas de evolución mineral en la revista en lengua rusa Doklady Akademii Nauk y en 1982, N. P. Yushkin observó la creciente complejidad de los minerales en el tiempo cerca de la superficie de La Tierra. Luego, en 2008, Hazen y sus colegas introdujeron una visión mucho más amplia y detallada de la evolución mineral. Esto fue seguido por una serie de investigaciones cuantitativas de la evolución de varios grupos minerales. Y esto llevó en 2015 al concepto de ecología mineral, el estudio de las distribuciones de minerales en el espacio y el tiempo.
En abril de 2017, el Museo de Historia Natural de Viena inauguró una nueva exposición permanente sobre la evolución de los minerales.

## Uso del término «evolución»
En un artículo de 2008 que introdujo la expresión «evolución mineral», Robert Hazen y sus coautores reconocieron que la aplicación de la palabra «evolución» a los minerales podría ser controvertida, aunque ya había precedentes desde el libro de 1928 The Evolution of the Igneous Rocks [La evolución. de las rocas ígneas] de Norman Bowen. Utilizaron la expresión en el sentido de designar una secuencia irreversible de eventos que conducen a conjuntos de minerales cada vez más complejos y diversos. A diferencia de la evolución biológica, no implica la mutación, la competencia o el paso de información a la progenie. Hazen et al. exploraron algunas otras analogías, incluida la idea de extinción. Algunos procesos de formación de minerales ya no ocurren, como los que producen ciertos minerales en condritas de enstatita que son inestables en la Tierra en su estado oxidado. Además, el efecto invernadero desbocado en Venus puede haber llevado a pérdidas permanentes de algunas especies minerales. Sin embargo, la extinción de esos minerales no es verdaderamente irreversible, ya que un mineral perdido podría volver a emerger si se reestablecieran las condiciones ambientales adecuadas.

## Minerales presolares

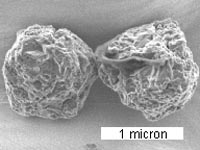
Los granos presolares ("stardust", 'polvo de estrellas') del meteorito Murchison proporcionan información sobre los primeros minerales

En el Universo temprano, no había minerales porque los únicos elementos disponibles eran hidrógeno, helio y cantidades mínimas de litio. La formación de minerales se hizo posible después de que se sintetizaran en las estrellas los elementos más pesados, como el carbono, el oxígeno, el silicio y el nitrógeno. En las atmósferas en expansión de las gigantes rojas y de la eyección de las supernovas, se formaron los minerales microscópicos a temperaturas superiores a los 1500 C.
Evidencias de esos minerales se pueden encontrar en los granos interestelares incorporados en meteoritos primitivos, llamados condritas, que son esencialmente rocas sedimentarias cósmicas. El número de especies conocidas es de aproximadamente una docena, aunque se han identificado varios materiales más, pero que no han sido clasificadas como minerales. Debido a que el diamante tiene una alta temperatura de cristalización (de alrededor de 4400 C), probablemente fue el primer mineral que se formó. Fue seguido por el grafito, algunos óxidos (rutilo, corindón, espinela, hibonita), carburos (moissanita), nitruros (osbornita y nitruro de silicio) y silicatos (forsterita y silicato perovskita (MgSiO3)). Estos "ur-minerales" sembraron las nubes moleculares de las que se formó el sistema solar.

## Procesos
Después de la formación del sistema solar, la evolución mineral fue impulsada por tres mecanismos principales: la separación y concentración de elementos; unos mayores rangos de temperatura y presión combinados con la acción química de los volátiles; y unas nuevas vías de reacción impulsadas por los organismos vivos.

### Separación y concentración

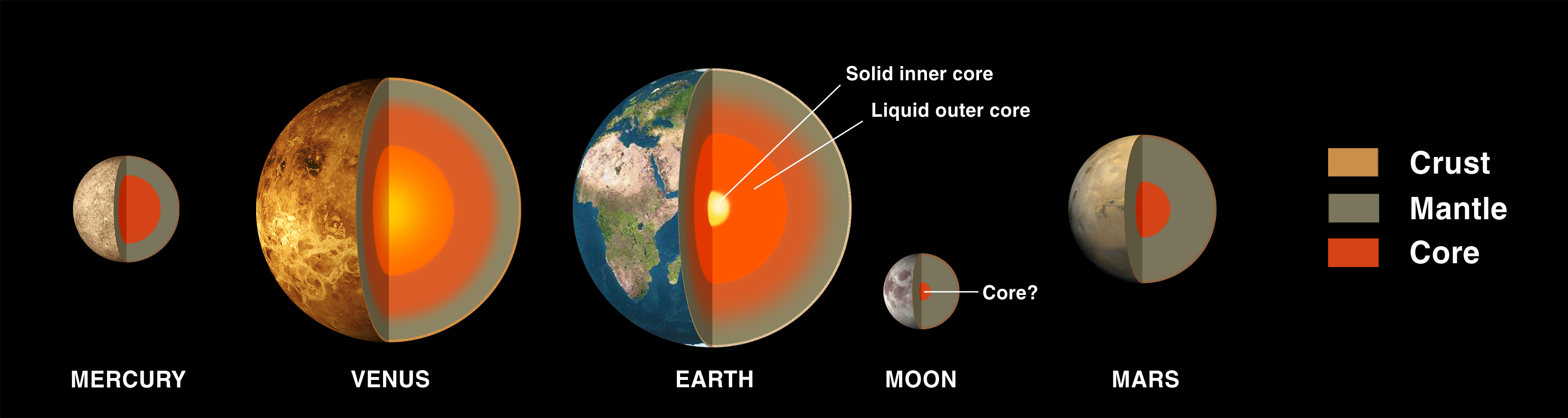
Vistas en corte de algunos planetas terrestres, mostrando las capas

El nivel más alto en la clasificación de minerales se basa en la composición química. Sin embargo, los elementos que definen muchos de los grupos minerales, como el boro en los boratos y el fósforo en los fosfatos, al principio solo estaban presentes en concentraciones de partes por millón o incluso menores. Eso les dejó pocas o ninguna oportunidad para que se unieran y formaran minerales hasta que fueron algunas influencias externas la que los concentraron. Los procesos que pudieron separar y concentrarlos elementos incluyen la diferenciación planetaria (por ejemplo, la separación en capas como el núcleo y el manto); la desgasificación; la cristalización fraccionada; y la fusión parcial.

### Variables intensivas y volátiles

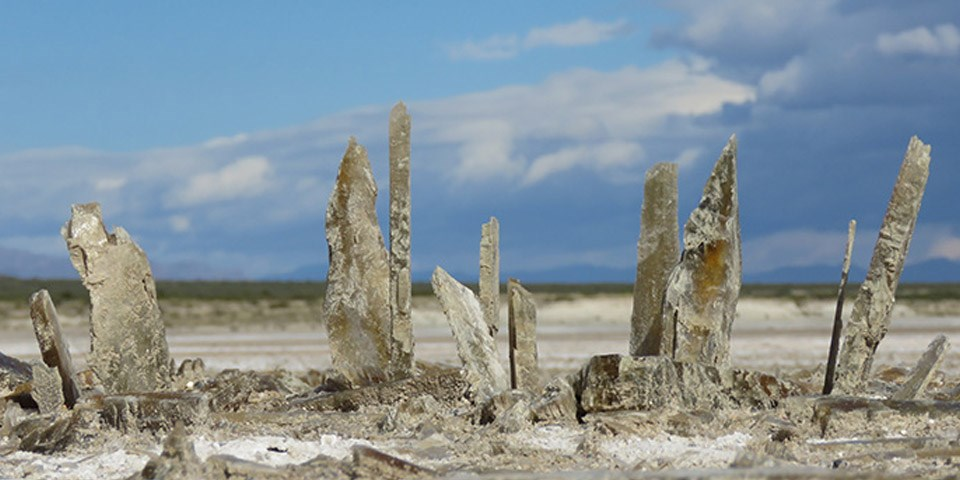
Cristales de yeso formados cuando el agua se evaporó en el lago Lucero, Nuevo México

Las combinaciones permitidas a los elementos químicos para formar minerales están determinadas por la termodinámica; para que un elemento se agregue a un cristal en una ubicación determinada, debe reducir la energía. A muy altas temperaturas, muchos elementos son intercambiables en minerales como el olivino. Cuando el planeta se enfría, los minerales se exponen a un mayor rango de variables intensivas como la temperatura y la presión, permitiendo la formación de nuevas fases y combinaciones más especializadas de elementos tales como minerales arcillosos y zeolitas. Los nuevos minerales se forman cuando los compuestos volátiles, como el agua, el dióxido de carbono o el O2, reaccionan con ellos. Algunos entornos, como los casquetes de hielo, los lagos secos o las rocas metamórficas exhumadas, tienen series de minerales distintivas.

### Influencia biológica
La vida ha provocado cambios drásticos en el medio ambiente. El más dramático fue el Gran Evento de Oxigenación, hace unos 2.400 millones de años, en el que los organismos fotosintéticos inundaron la atmósfera con oxígeno. Los organismos vivos también catalizan reacciones, creando minerales como el aragonito que no están en equilibrio con su entorno.

## Cronología
Antes de la formación del sistema solar, había alrededor de 12 minerales. La estimación del número actual de minerales ha cambiado rápidamente. En 2008, era de 4300, pero en noviembre de 2018 había 5413 especies minerales oficialmente reconocidas por la Asociación Internacional de Mineralogía.
En su cronología para la Tierra, Hazen et al. (2008) separaron los cambios en la abundancia de minerales en tres intervalos amplios: la acreción planetaria, de hasta 4.55 Ga (hace mil millones de años); la reelaboración de la corteza terrestre y del manto, entre 4.55 Ga y 2.5 Ga; y las influencias biológicas, después de 2.5 Ga. También dividieron las edades en 10 intervalos, algunos de los cuales se superponen. Además, algunas de las fechas son inciertas; por ejemplo, las estimaciones de la aparición de las placas tectónicas modernas varían desde los 4.5 Ga a 1.0 Ga.
| Era/estadio                                                      | Edad (Ga, mil millones de años) | n.º acumulativo de especies |
| ---------------------------------------------------------------- | ------------------------------- | --------------------------- |
| Prenebular "Ur-minerales"                                        | >4.6                            | 12                          |
| Era de la acreción planetaria (>4.55 Ga)                         |                                 |                             |
| 1. El sol se enciende, calentando la nebulosa                    | >4.56                           | 60                          |
| 2. Forma planetesimales                                          | >4.56–4.55                      | 250                         |
| Era de la corteza y el retrabajo del manto (4.55–2.5 Ga)         |                                 |                             |
| 3. Evolución de la roca ígnea                                    | 4.55–4.0                        | 350–420                     |
| 4. Formación de granitoide y pegmatita                           | 4.0–3.5                         | 1000                        |
| 5. Tectónica de placas                                           | >3.0                            | 1500                        |
| Era de la mineralogía mediada biológicamente (2.5 Ga – presente) |                                 |                             |
| 6. Mundo biológico anóxico                                       | 3.9–2.5                         | 1500                        |
| 7. Gran evento de oxidación                                      | 2.5–1.9                         | >4000                       |
| 8. Océano intermedio                                             | 1.85–0.85: 181                  | >4000                       |
| 9. Eventos mundos bolas de nieve                                 | 0.85–0.542                      | >4000                       |
| 10. Era fanerozoica de la biomineralización                      | <0.542                          | >5413                       |

### Acreción planetaria

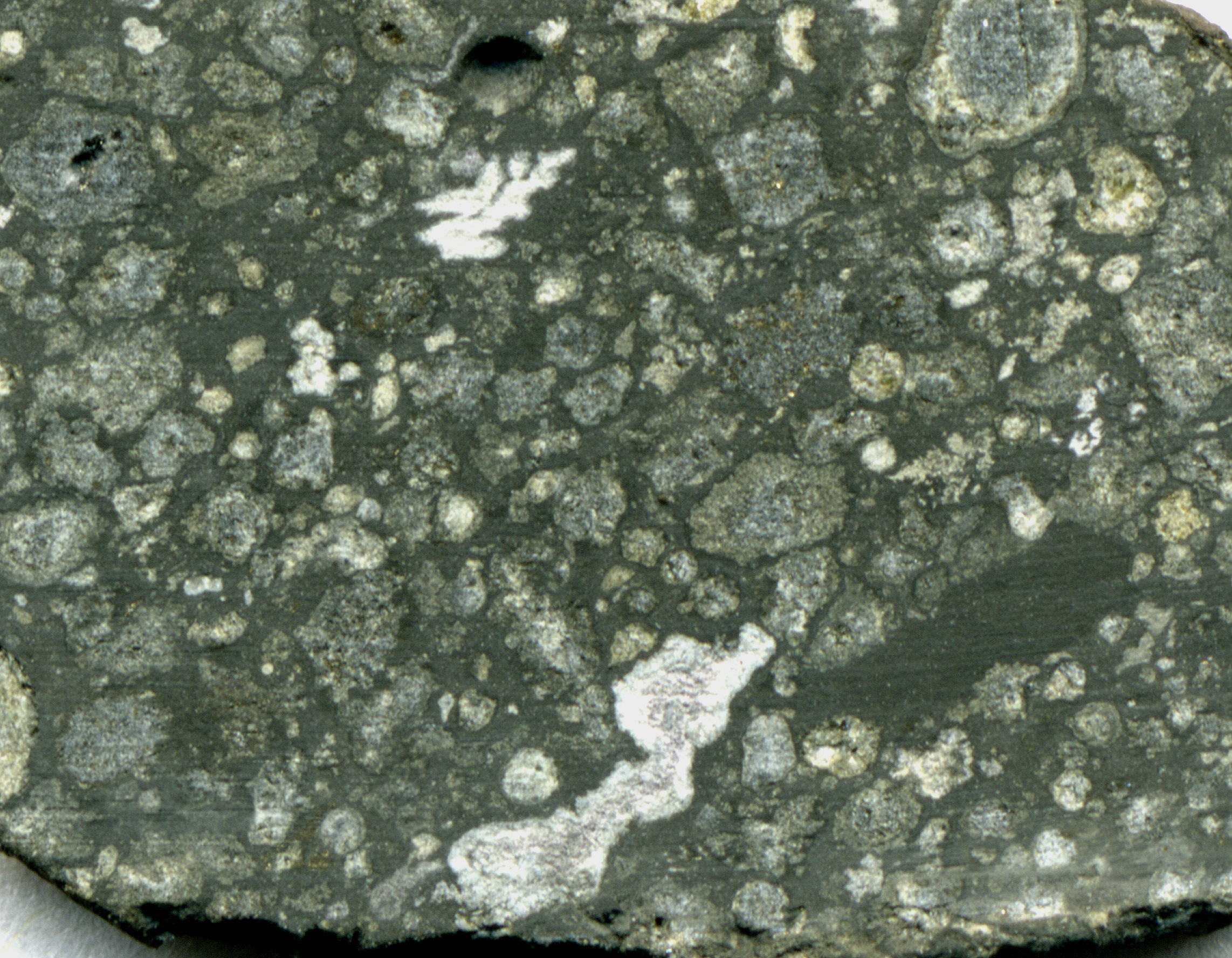
Sección transversal de una condrita que contiene condrículos redondos de olivino y CAIs blancos irregulares

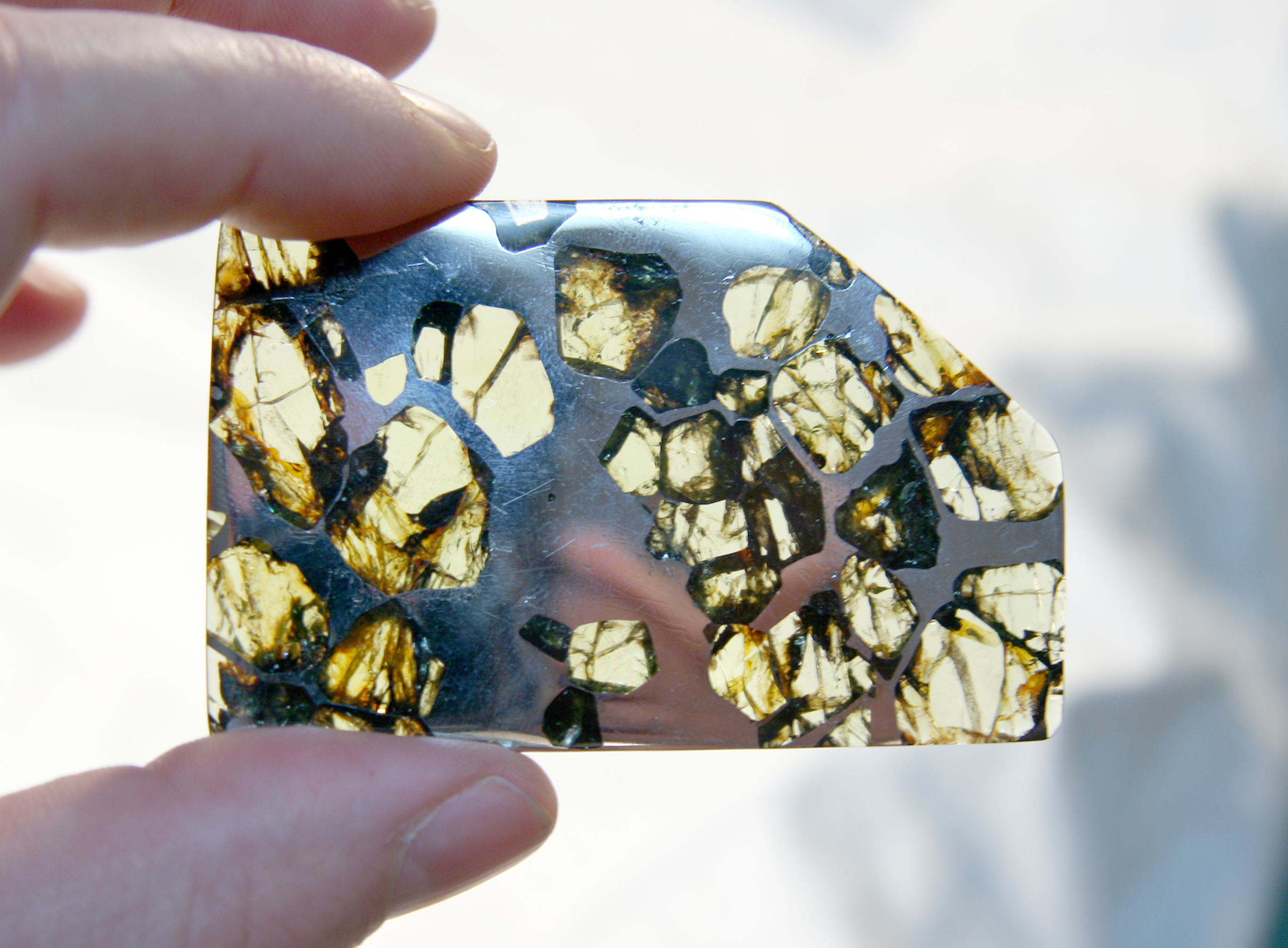
Muestra de una pallasita con cristales de olivino en una matriz de hierro-níquel

En la primera era, el Sol se encendió, calentando la nube molecular circundante. Se produjeron 60 nuevos minerales y se conservaron como inclusiones en condritas. La acreción de polvo en asteroides y planetas, bombardeos, calentamiento y reacciones con agua elevó el número hasta los 250.

#### Etapa 1: el Sol se enciende
Antes de 4.56 Ga, la nebulosa presolar era una densa nube molecular que consistía en gas de hidrógeno y de helio con granos de polvo dispersos. Cuando el Sol se encendió y entró en su fase T-Tauri, derritió los granos de polvo cercanos.
Algunas de las gotitas fundidas se incorporaron a las condritas como pequeños objetos esféricos denominados cóndrulos. Casi todas las condritas también contienen inclusiones ricas en calcio-aluminio (CAIs, del inglés, calcium–aluminium-rich inclusion), los primeros materiales formados en el sistema solar. A partir del examen de las condritas de esa era, se pueden identificar 60 nuevos minerales con estructuras cristalinas de todos los sistemas cristalinos. Esos nuevos minerales comprenden las primeras aleaciones de hierro y níquel, los sulfuros, los fosfuros y varios silicatos y óxidos. Entre los más importantes se encuentran los ricos en magnesio, olivino, el piroxeno y la plagioclasa. Algunos minerales raros, producidos en ambientes pobres en oxígeno que ya no se encuentran en la Tierra, se pueden encontrar en las condritas enstatitas.

#### Etapa 2: forma planetesimal
Poco después los nuevos minerales formados en la Etapa 1, comenzaron a agruparse, formando asteroides y planetas. Uno de los nuevos minerales más importantes fue el hielo; el sistema solar primitivo tenía una «línea de nieve» que separaba los planetas rocosos y asteroides de los gigantes gaseosos ricos en hielo, asteroides y cometas. El calentamiento de los radionúclidos derritió el hielo y el agua reaccionó con las rocas ricas en olivino, formando filosilicatos, óxidos como la magnetita, sulfuros como la pirrotita, los carbonatos de dolomita y calcita, y sulfatos como el yeso. El choque y el calor del bombardeo y la fusión final generaron minerales como la ringwoodita, un componente importante del manto de la Tierra.
Finalmente, los asteroides se calentaron lo suficiente como para que se produjera la fusión parcial, produciendo masas fundidas ricas en piroxeno y plagioclasa (capaces de producir basalto) y una variedad de fosfatos. Los elementos siderófilos (amantes de los metales) y los litófilos (amantes de los silicatos) se separaron, lo que llevó a la formación de un núcleo y de una corteza, y los elementos incompatibles quedaron secuestrados en las masas fundidas. Los minerales resultantes se han conservado en un tipo de meteorito pétreo, eucrita (cuarzo, feldespato de potasio, titanita y circonita) y en meteoritos de hierro y níquel (aleaciones de hierro y níquel como la kamacita y la taenita; sulfuros de metales de transición como la troilita; carburos y fosfuros). Se estima que se formaron 250 nuevos minerales en esta etapa.

### Retrabajo de la corteza y del manto

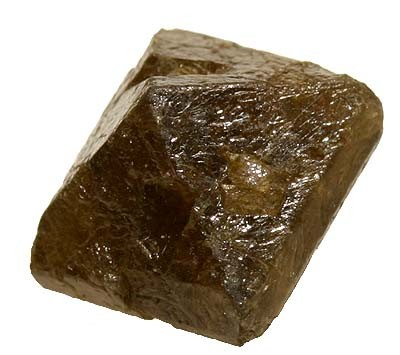
Un cristal de circón

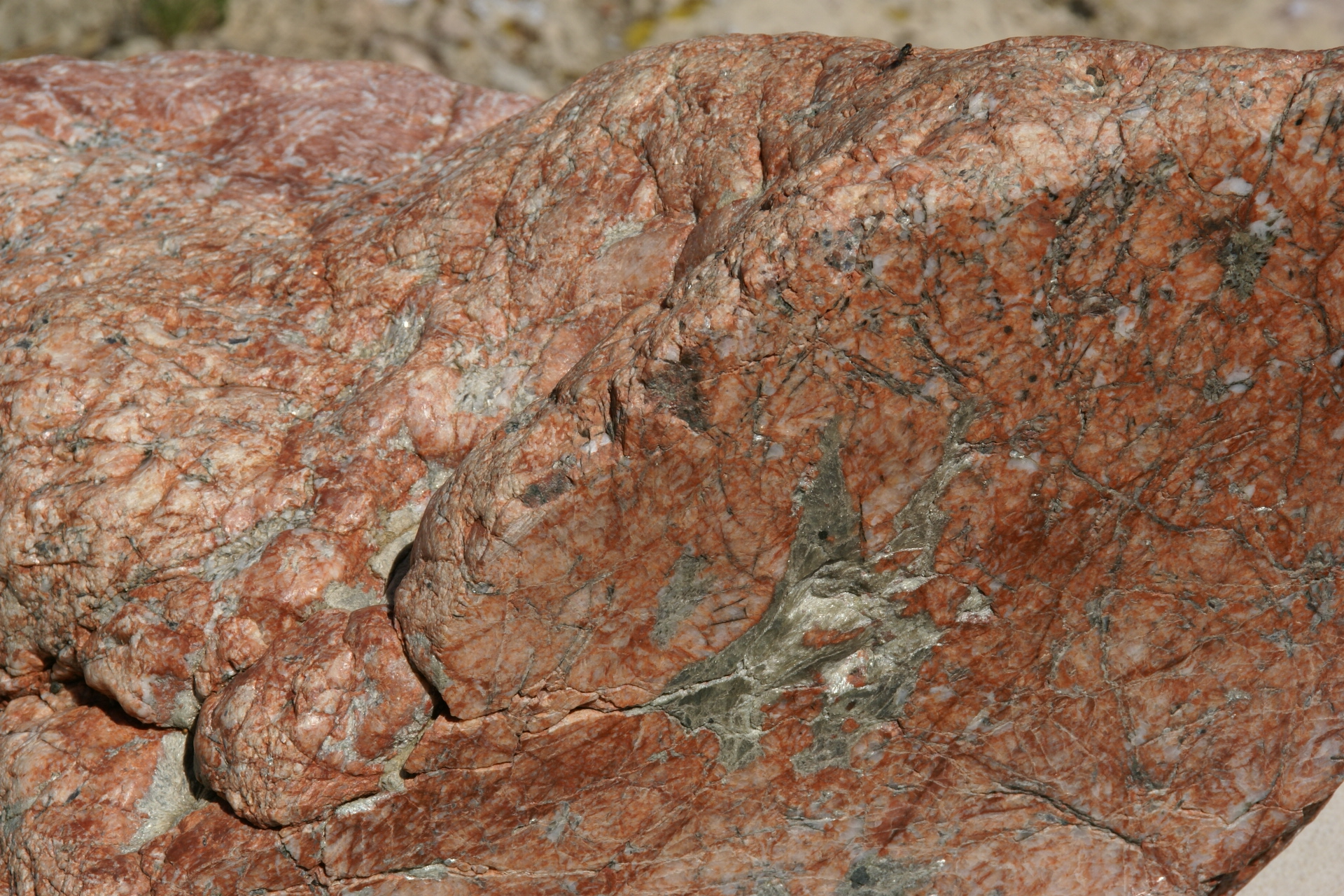
Muestra de pegmatita del Grand Canyon

Esquema de una zona de subducción

La segunda era en la historia de la evolución mineral comenzó con el impacto masivo que formó la Luna. Esto derritió la mayor parte de la corteza y del manto. La mineralogía temprana fue determinada por la cristalización de la rocas ígneas y los bombardeos adicionales. Esta fase fue reemplazada por un amplio reciclaje de la corteza y manto, de modo que al final de esta era había alrededor de 1500 especies minerales. Sin embargo, pocas de las rocas de este período sobrevivieron, por lo que la cronología de muchos eventos sigue siendo incierta.

#### Etapa 3: procesos ígneos
La Etapa 3 comenzó con una corteza hecha de rocas máficas (altas en hierro y magnesio) y ultramáficas, como el basalto. Estas rocas fueron recicladas repetidamente por fusión fraccionada, cristalización fraccionada y separación de magmas que se negaban a mezclarse. Un ejemplo de tal proceso es la serie de reacciones de Bowen.
Una de las pocas fuentes de información directa sobre la mineralogía en esta etapa son las inclusiones minerales en los cristales de circonio, que se remontan a hace 4.4 Ga. Entre los minerales en las inclusiones se encuentran el cuarzo, la moscovita, la biotita, el feldespato de potasio, la albita, la clorita y la hornblenda.
En un cuerpo pobre en volátiles, como el planeta Mercurio o la Luna, los procesos anteriores dieron lugar a unas 350 especies minerales. Si en esos cuerpos estuvieran presentes el agua y otros volátiles, el total aumentaría. La Tierra era rica en volátiles, con una atmósfera compuesta de N2, CO2 y agua, y con un océano que se hizo cada vez más salino. El volcanismo, la desgasificación y la hidratación dieron lugar a hidróxidos, hidratos, carbonatos y evaporitas. Para la Tierra, donde esta etapa coincide con el Eón Hadico, el número total de minerales que se producen ampliamente se estima en 420, con más de 100 que eran raros.Marte probablemente alcanzó esta etapa de evolución mineral.

#### Etapa 4: granitoides y formación de pegmatita
Con un calentamiento suficiente, el basalto se volvió a fundir para formar granitoides, rocas de grano grueso similares al granito. Los ciclos de fusión concentraron elementos raros como el litio, el berilio, el boro, el niobio, el tantalio y el uranio hasta el punto en que pudieron formar hasta 500 nuevos minerales. Muchos de estos se concentraron en rocas de excepcional grano grueso llamadas pegmatitas, que se encuentran generalmente en diques y venas cerca de masas ígneas más grandes. Venus  pudo haber alcanzado este nivel de evolución.

#### Etapa 5: tectónica de placas
Con el inicio de la tectónica de placas, la subducción llevó la corteza y el agua hacia abajo, lo que llevó a interacciones fluido-roca y a más concentración de elementos raros. En particular, se formaron depósitos de sulfuro con 150 nuevos minerales de sulfosal. La subducción también llevó la roca más fría al manto y la expuso a presiones más altas, lo que dio lugar a nuevas fases que luego se elevaron y se expusieron como minerales metamórficos como la cianita y la silimanita.

### Mineralogía mediada biológicamente

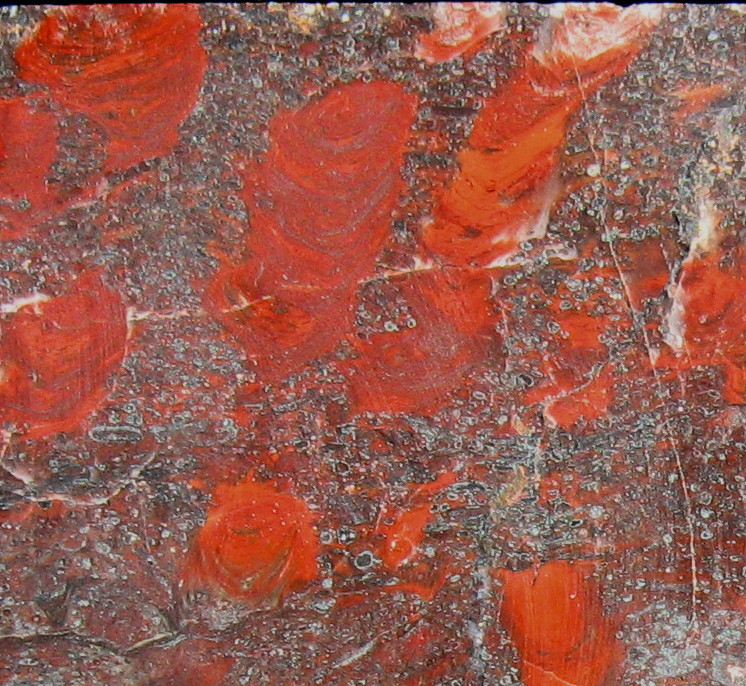
Fósil de estromatolito en la sección de una formación de hierro en bandas de 2.1 Ga

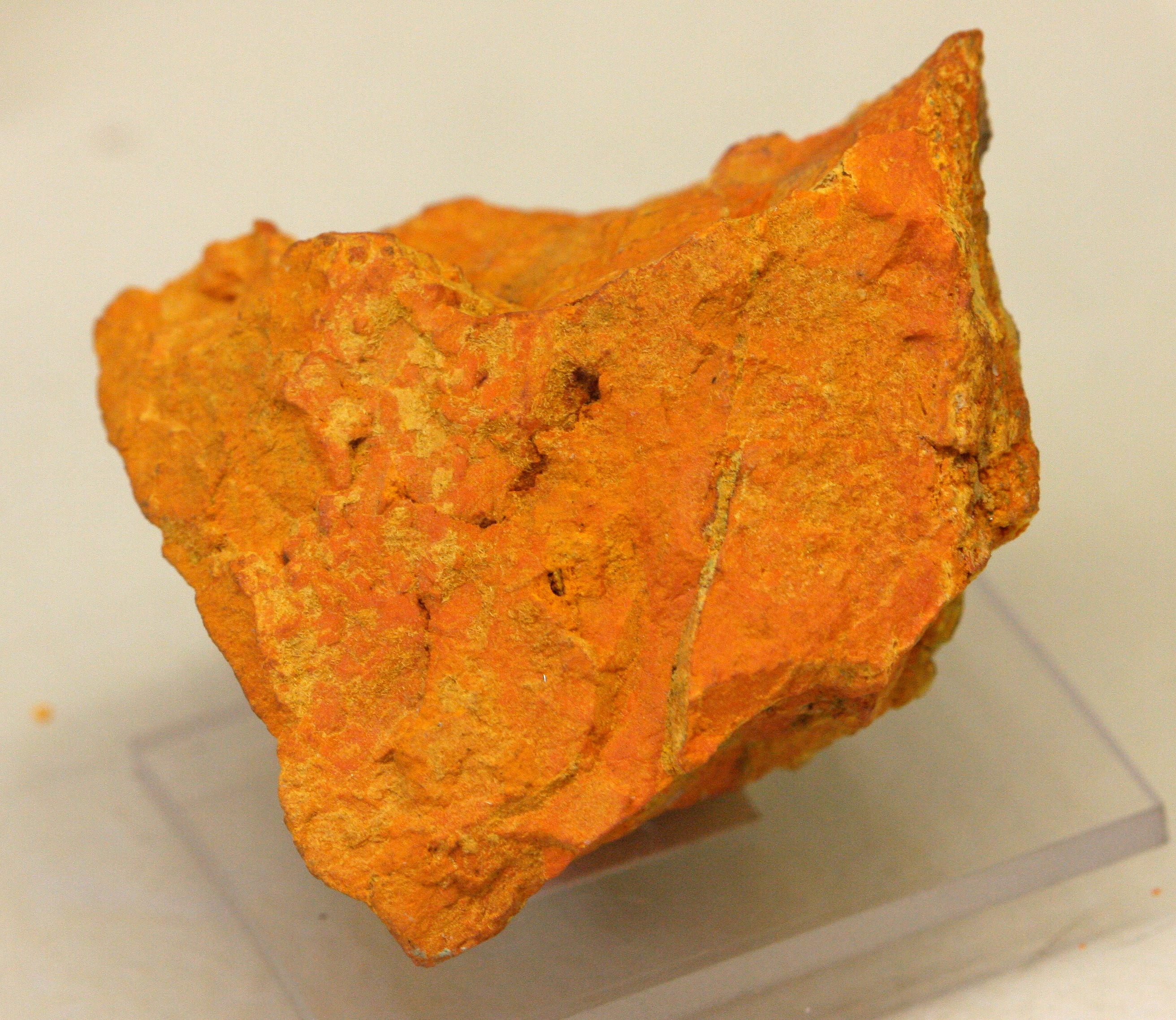
Curita, un mineral de óxido de uranio de plomo

Los procesos inorgánicos descritos en la sección anterior produjeron alrededor de 1500 especies minerales. Los minerales de la Tierra restantes, más de dos tercios, son el resultado de la transformación de la Tierra por parte de los organismos vivos. El mayor aporte fue el enorme aumento en el contenido de oxígeno de la atmósfera, comenzando con la Gran Oxidación. Los organismos también comenzaron a producir esqueletos y otras formas de biomineralización. Minerales como la calcita, los óxidos metálicos y muchos minerales arcillosos podrían considerarse biofirmas, junto con gemas como la turquesa, la azurita y la malaquita.: 177 

#### Etapa 6: biología en un mundo anóxico
Antes de aproximadamente 2,45 Ga, había muy poco oxígeno en la atmósfera. La vida puede haber jugado un papel en la precipitación de capas masivas de carbonato cerca de los márgenes continentales y en la deposición de formaciones de hierro en bandas, pero no hay evidencias inequívocas del efecto de la vida sobre los minerales.

#### Etapa 7: el evento de la Gran Oxidación
Comenzando alrededor de hace 2.45 Ga y continuando hasta aproximadamente 2.0 o 1.9 Ga, hubo un aumento drástico en el contenido de oxígeno de la atmósfera inferior, los continentes y los océanos, llamado la Gran Oxidación o el Gran Evento de Oxigenación (Great Oxidation Event, o GOE). Antes del GOE, los elementos que podían estar en múltiples estados de oxidación estaban restringidos al estado más bajo, y eso limitaba la variedad de minerales que podían formar. En los sedimentos más antiguos, se encuentran comúnmente los minerales siderita (FeCO3), uraninita (UO2) y pirita (FeS2). Estos se oxidan rápidamente cuando se exponen a una atmósfera con oxígeno, pero eso no ocurrió incluso después de estar expuestos a la intemperie y de un transporte extenso.
Cuando la concentración de moléculas de oxígeno en la atmósfera alcanzó el 1% del nivel actual, las reacciones químicas durante la intemperie fueron muy parecidas a las actuales. La siderita y la pirita fueron reemplazadas por los óxidos de hierro magnetita y hematita; Los iones disueltos de Fe2+ que se habían llevado fuera del mar ahora se depositaban en extensas formaciones de hierro en bandas. Sin embargo, esto no dio lugar a nuevos minerales de hierro, solo a un cambio en su abundancia. Por el contrario, la oxidación de uraninita dio como resultado más de 200 nuevas especies de minerales de uranilo, como soddyita y weeksita, así como a complejos minerales como la gummita.
Otros elementos que tienen múltiples estados de oxidación son el cobre (que aparece en 321 óxidos y silicatos), el boro, el vanadio, el magnesio, el selenio, el teluro, el arsénico, el antimonio, el bismuto, la plata y el mercurio. En total, se formaron alrededor de 2500 nuevos minerales.

#### Etapa 8: océano intermedio
Los aproximadamente mil millones de años siguientes (1.85–0.85 Ga) se conocen a menudo como el Boring Billion (el billón aburrido) porque parece que poco sucedió. La capa más oxidada de agua del océano cercana a la superficie se profundizó lentamente a expensas de las profundidades anóxicas, pero no pareció haber ningún cambio drástico en el clima, la biología o la mineralogía. Sin embargo, parte de esta percepción puede deberse a la mala conservación de las rocas de ese lapso de tiempo. Muchas de las reservas más valiosas del mundo de plomo, zinc y plata se encuentran en las rocas de esa época, así como ricas fuentes de minerales de berilio, boro y uranio.: 181  Este intervalo también vio la formación del supercontinente Columbia, su ruptura y la formación de Rodinia.: 195  En algunos estudios cuantitativos de los minerales de berilio, boro y mercurio, no hay nuevos minerales durante el Gran Evento de Oxidación, sino un impulso de innovación durante el ensamblaje de Columbia. Las razones para esto no están claras, aunque puede haber tenido algo que ver con la liberación de fluidos mineralizantes durante la construcción de montañas.: 202–204 

#### Etapa 9: Tierra bola de nieve
Entre 1.0 y 0.542 Ga, la Tierra experimentó al menos dos evento«s Tierra bola de nieve» (Snowball Earth) en los que gran parte (posiblemente toda) de la superficie estaba cubierta por hielo (lo que la convierte en el mineral de superficie dominante). Asociados con el hielo se encontraban carbonatos del casquete, capas gruesas de piedra caliza o dolomía, con abanicos de aragonito. También se produjeron abundantes minerales arcillosos, y los volcanes lograron perforar el hielo y agregarse al inventario de minerales.

#### Etapa 10: era del fanerozoico y la biomineralización

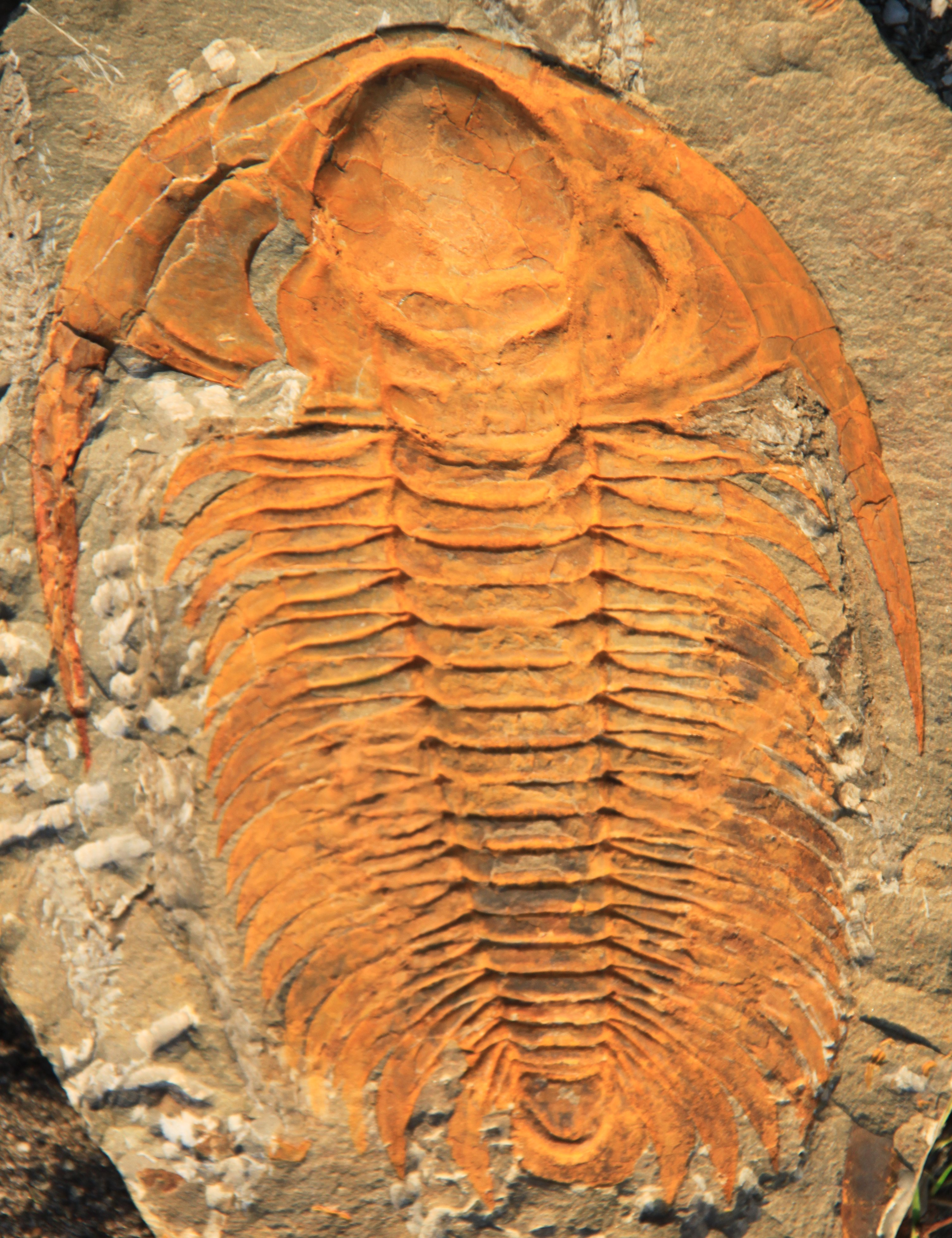
Fósil de trilobites del Cámbrico Tardío

La última etapa coincide con la era Fanerozoica, en la cual se generalizó la biomineralización, la creación de minerales por parte de los organismos vivos. Aunque algunos biominerales se pueden encontrar en registros anteriores, fue durante la explosión del Cámbrico cuando se desarrollaron la mayoría de las formas esqueléticas conocidas, y los principales minerales esqueléticos (calcita, aragonito, apatita y ópalo). La mayoría de estos son carbonatos, pero algunos son fosfatos o calcita. En total, se han identificado más de 64 fases minerales en organismos vivos, incluidos sulfuros metálicos, óxidos, hidróxidos y silicatos; se han encontrado más de dos docenas en el cuerpo humano.
Antes del Fanerozoico, la tierra era mayormente roca estéril, pero las plantas comenzaron a poblarla en el período silúrico. Esto condujo a un aumento de orden de magnitud en la producción de minerales de arcilla. En los océanos, el plancton transportaba el carbonato de calcio desde las aguas poco profundas hasta las profundidades del océano, inhibiendo la producción de carbonatos de la capa superior y haciendo que los futuros eventos de la Tierra en forma de bola de nieve fuesen menos probables. Los microbios también se involucraron en los ciclos geoquímicos de la mayoría de los elementos, haciéndolos de ellos ciclos biogeoquímicos. Las novedades mineralógicas incluían minerales orgánicos que se han encontrado en restos de vida ricos en carbono, como el carbón y las lutitas negras.

### Antropoceno

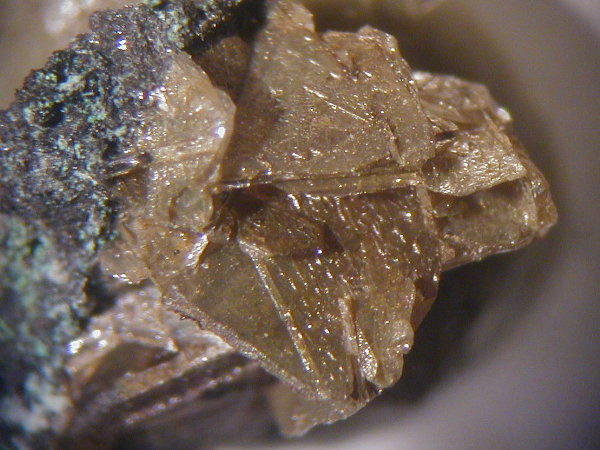
El mineral abhurita se forma cuando los artefactos de estaño se corroen en el agua de mar, y se encuentra cerca de algunos naufragios.

Estrictamente hablando, los minerales puramente biogénicos no están reconocidos por la Asociación Mineralógica Internacional (IMA) a menos que también estén involucrados en procesos geológicos. No se aceptan productos puramente biológicos, como las conchas de organismos marinos. También se excluyen explícitamente los compuestos antropogénicoa. Sin embargo, los humanos han tenido un impacto tan grande en la superficie del planeta que los geólogos están considerando la introducción de una nueva época geológica, el Antropoceno, para reflejar esos cambios.
En 2015, Zalasiewicz y sus coautores propusieron que la definición de minerales se ampliase para incluir a los minerales humanos y que su producción constituyese una 11.ª etapa de la evolución mineral. Posteriormente, Hazen y sus coautores catalogaron 208 minerales que están oficialmente reconocidos por la IMA pero que son principalmente, o exclusivamente, el resultado de las actividades humanas. La mayoría de estos se han formado en asociación con la minería. Además, algunos se crearon cuando los objetos metálicos se hundieron e interactuaron con el fondo marino. Es probable que algunos no se reconozcan oficialmente ahora, pero que se les permita permanecer en el catálogo; estos incluyen dos que pueden haber sido un engaño (niobocarbido y tantalcarbido).
Hazen y sus coautores identificaron tres formas en que los humanos han tenido un gran impacto sobre la distribución y diversidad de los minerales. La primera es a través de la fabricación. Una larga lista de cristales sintéticos tienen equivalentes minerales, incluidas las gemas sintéticas, las cerámicas, ladrillos, cemento y baterías. Muchos más no tienen equivalentes minerales; más de 180 000 compuestos cristalinos inorgánicos están listados en la Inorganic Crystal Structure Database [Base de datos de Estructura cristalina inorgánica]. Para la minería o la construcción de infraestructura, los humanos han redistribuido rocas, sedimentos y minerales en una escala que rivaliza con la glaciación, y los minerales valiosos se han redistribuido y yuxtapuesto en formas que no ocurrirían naturalmente.

## Origen de la vida
Más de dos tercios de las especies minerales deben su existencia a la vida, pero la vida también puede su existencia a los minerales. Pueden haber sido necesarios como plantillas para reunir moléculas orgánicas; como catalizadores para las reacciones químicas; y como metabolitos. Dos teorías prominentes para el origen de la vida involucran a las arcillas y a los sulfuros de metales de transición. Otra teoría sostiene que los minerales de calcio-borato como la colemanita y el borato, y posiblemente también el molibdato, pueden haber sido necesarios para la formación del primer ácido ribonucleico (ARN). Otras teorías requieren minerales menos comunes, como mackinawita o greigita. Un catálogo de los minerales que se formaron durante el Eón Hádico incluye minerales arcillosos y sulfuros de hierro y níquel, incluyendo la mackinawita y greigita; pero los boratos y molibdatos eran improbables.
Los minerales también pueden haber sido necesarios para la supervivencia de la vida temprana. Por ejemplo, el cuarzo es más transparente que otros minerales en areniscas. Antes de que la vida desarrollara pigmentos para protegerse de los dañinos rayos ultravioleta, una capa delgada de cuarzo podría protegerla y permitir que pasara suficiente luz para realizar la fotosíntesis. Los minerales de fosfato también pueden haber sido importantes para las primeras formas de vida. El fósforo es uno de los elementos esenciales en moléculas como el trifosfato de adenosina (ATP), un portador de energía que se encuentra en todas las células vivas, ARN y ADN, y membranas celulares. La mayor parte del fósforo de la Tierra está en el núcleo y el manto. El mecanismo más probable para ponerlo a disposición de la vida sería la creación de fosfatos como la apatita a través del fraccionamiento, seguido de la intemperie para liberar el fósforo. Esto puede haber requerido de la tectónica de placas.

## Más investigaciones

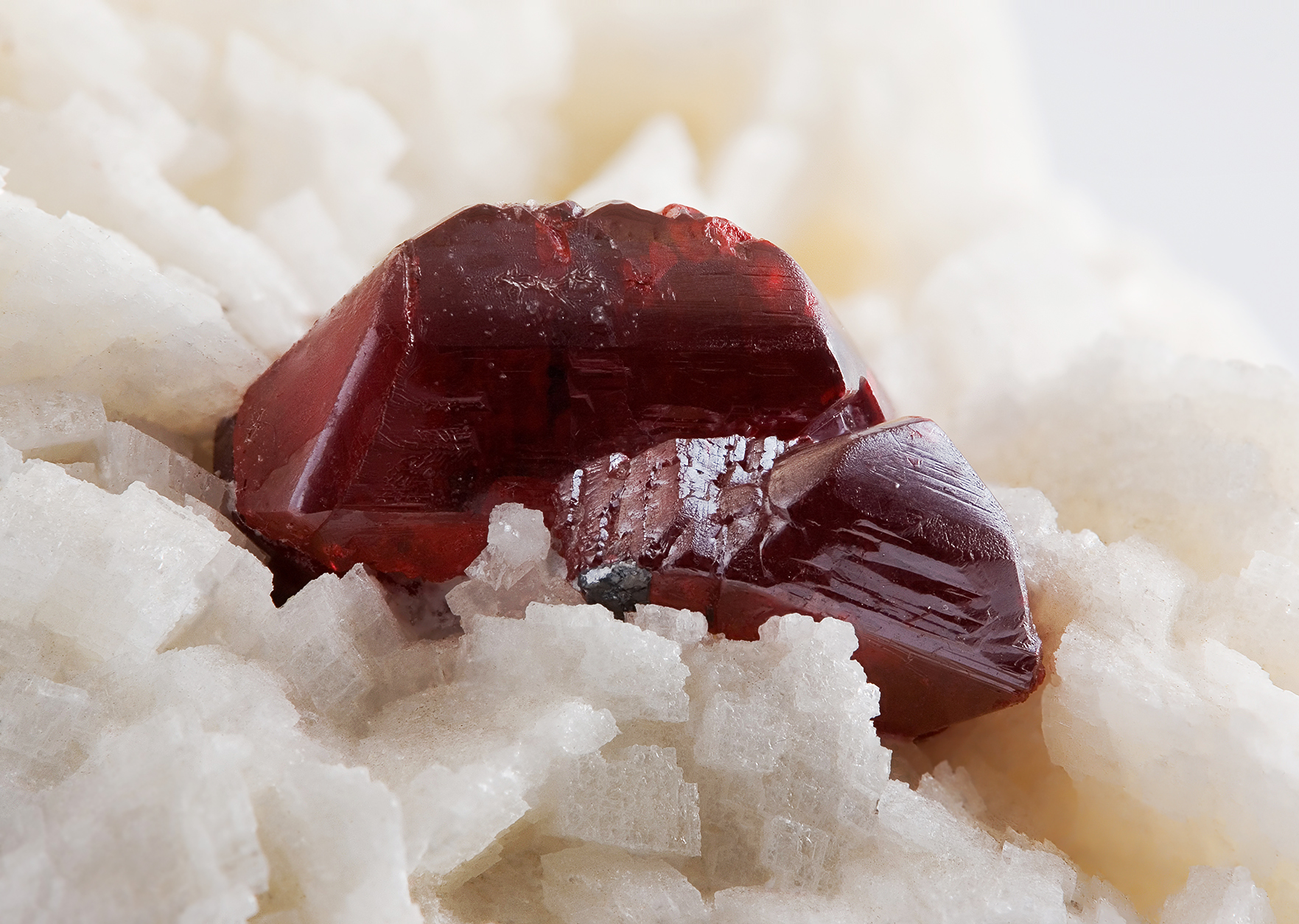
Cinabrio (rojo) sobre dolomita

Desde el artículo original sobre la evolución de los minerales, se han realizado varios estudios de minerales de elementos específicos, incluidos el uranio, el torio, el mercurio, el carbono, el berilio y minerales arcillosos. Estos revelan información acerca de diferentes procesos; por ejemplo, el uranio y el torio son productores de calor, mientras que el uranio y el carbono indican el estado de oxidación. Los registros revelan estallidos episódicos de nuevos minerales como los que se producen durante los miles de millones aburridos, así como largos períodos en los que no aparecieron nuevos minerales. Por ejemplo, después de un salto en la diversidad durante el ensamblaje del supercontinente Columbia, no hubo nuevos minerales de mercurio entre 1,8 Ga y 600 millones de años atrás. Este hiato notablemente largo se atribuye a un océano rico en sulfuro, que llevó a la rápida deposición del mineral cinabrio.: 204 
La mayoría de los artículos sobre evolución mineral han analizado la primera aparición de minerales, pero también se puede observar la distribución por edades de un mineral dado. Se han fechado millones de cristales de zircón, y las distribuciones por edad son casi independientes de dónde se encuentran los cristales (por ejemplo, rocas ígneas, rocas sedimentarias o metasedimentarias o modernas arenas de ríos). Tienen altas y bajas que están vinculadas con el ciclo del supercontinente, aunque no está claro si esto se debe a cambios en la actividad de subducción o preservación.
Otros estudios han analizado las variaciones en el tiempo de las propiedades minerales como los ratios de los isótopos, las composiciones químicas y las abundancias relativas de minerales, aunque no están bajo la rúbrica de «evolución mineral».